# Italia ai Giochi della XXVI Olimpiade
L'Italia partecipò ai Giochi della XXVI Olimpiadi, svoltesi ad Atlanta dal 19 luglio al 4 agosto 1996, con una delegazione di 346 atleti (242 uomini e 104 donne) suddivisi in 20 discipline.

## Medaglie

### Medagliere
| Sport            | Oro | Argento | Bronzo | Totale |
| ---------------- | --- | ------- | ------ | ------ |
| Ciclismo         | 4   | 1       | 0      | 5      |
| Scherma          | 3   | 2       | 2      | 7      |
| Canoa            | 2   | 2       | 1      | 5      |
| Tiro             | 2   | 1       | 2      | 5      |
| Canottaggio      | 1   | 0       | 0      | 1      |
| Ginnastica       | 1   | 0       | 0      | 1      |
| Atletica leggera | 0   | 2       | 2      | 4      |
| Judo             | 0   | 1       | 1      | 2      |
| Pallavolo        | 0   | 1       | 0      | 1      |
| Nuoto            | 0   | 0       | 1      | 1      |
| Pallanuoto       | 0   | 0       | 1      | 1      |
| Tiro con l'arco  | 0   | 0       | 1      | 1      |
| Vela             | 0   | 0       | 1      | 1      |
| Totale           | 13  | 10      | 12     | 35     |

### Medaglie
| Medaglia | Nome | Sport            | Evento                         |
| -------- | --- | ---------------- | ------------------------------ |
| Oro      | Antonio Rossi | Canoa            | K-1 500 metri                  |
| Oro      | Antonio Rossi Daniele Scarpa | Canoa            | K-2 1000 metri                 |
| Oro      | Andrea Collinelli | Ciclismo         | Inseguimento maschile          |
| Oro      | Silvio Martinello | Ciclismo         | Corsa a punti                  |
| Oro      | Antonella Bellutti | Ciclismo         | Inseguimento femminile         |
| Oro      | Paola Pezzo | Ciclismo         | Mountain bike femminile        |
| Oro      | Alessandro Puccini | Scherma          | Fioretto individuale maschile  |
| Oro      | Maurizio Randazzo Sandro Cuomo Angelo Mazzoni | Scherma          | Spada a squadre maschile       |
| Oro      | Giovanna Trillini Francesca Bortolozzi Valentina Vezzali | Scherma          | Fioretto a squadre femminile   |
| Oro      | Yuri Chechi | Ginnastica       | Concorso agli anelli           |
| Oro      | Agostino Abbagnale Davide Tizzano | Canottaggio      | Due di coppia                  |
| Oro      | Roberto Di Donna | Tiro             | Pistola 10 metri               |
| Oro      | Ennio Falco | Tiro             | Skeet                          |
| Argento  | Fiona May | Atletica leggera | Salto in lungo                 |
| Argento  | Elisabetta Perrone | Atletica leggera | 10 km di marcia                |
| Argento  | Beniamino Bonomi | Canoa            | K1 1000                        |
| Argento  | Beniamino Bonomi Daniele Scarpa | Canoa            | K2 500                         |
| Argento  | Imelda Chiappa | Ciclismo         | Corsa in linea femminile       |
| Argento  | Laura Chiesa Elisa Uga Margherita Zalaffi | Scherma          | Spada a squadre femminile      |
| Argento  | Valentina Vezzali | Scherma          | Fioretto individuale femminile |
| Argento  | Girolamo Giovinazzo | Judo             | 60 kg                          |
| Argento  | Albano Pera | Tiro             | Double Trap                    |
| Argento  | Andrea Sartoretti Paolo Tofoli Andrea Zorzi Pasquale Gravina Marco Meoni Samuele Papi Luca Cantagalli Andrea Gardini Andrea Giani Lorenzo Bernardi Vigor Bovolenta Marco Bracci | Pallavolo        | Torneo maschile                |
| Bronzo   | Alessandro Lambruschini | Atletica leggera | 3000 m siepi                   |
| Bronzo   | Roberta Brunet | Atletica leggera | 5000 metri                     |
| Bronzo   | Michele Frangilli Matteo Bisiani Andrea Parenti | Tiro con l'arco  | A squadre maschile             |
| Bronzo   | Josefa Idem | Canoa            | K1 500 metri femminili         |
| Bronzo   | Raffaello Caserta Luigi Tarantino Tonhi Terenzi | Scherma          | Sciabola a squadre maschile    |
| Bronzo   | Giovanna Trillini | Scherma          | Fioretto individuale femminile |
| Bronzo   | Ylenia Scapin | Judo             | 72 kg                          |
| Bronzo   | Roberto Di Donna | Tiro             | Pistola 50 metri               |
| Bronzo   | Andrea Benelli | Tiro             | Skeet                          |
| Bronzo   | Emanuele Merisi | Nuoto            | 200 metri dorso maschili       |
| Bronzo   | Italia | Pallanuoto       | Torneo maschile                |
| Bronzo   | Alessandra Sensini | Vela             | Classe Mistral                 |

### Plurimedagliati
| Nome              | Sport   | Oro | Argento | Bronzo | Totale |
| ----------------- | ------- | --- | ------- | ------ | ------ |
| Antonio Rossi     | Canoa   | 2   | 0       | 0      | 2      |
| Daniele Scarpa    | Canoa   | 1   | 1       | 0      | 2      |
| Valentina Vezzali | Scherma | 1   | 1       | 0      | 2      |
| Roberto Di Donna  | Tiro    | 1   | 0       | 1      | 2      |
| Giovanna Trillini | Scherma | 1   | 0       | 1      | 2      |

## Risultati

### Calcio
- Uomini

| Atleta | Classifica |                   |
| --- | --- | ----------------- |
| V · D · M Nazionale olimpica italiana · Calcio ai Giochi Olimpici Estivi 1996 1 Pagliuca · 2 Panucci · 3 Nesta · 4 Cannavaro · 5 Galante · 6 Fresi · 7 Ametrano · 8 Crippa · 9 Branca · 10 Brambilla · 11 Delvecchio · 12 Buffon · 13 Pistone · 14 Tommasi · 15 Pecchia · 16 Morfeo · 17 Lucarelli · 18 Bernardini · 19 Sartor · CT : Maldini | 12° |                   |
| Nazionale olimpica italiana · Calcio ai Giochi Olimpici Estivi 1996 | |                   |
| 1 Pagliuca · 2 Panucci · 3 Nesta · 4 Cannavaro · 5 Galante · 6 Fresi · 7 Ametrano · 8 Crippa · 9 Branca · 10 Brambilla · 11 Delvecchio · 12 Buffon · 13 Pistone · 14 Tommasi · 15 Pecchia · 16 Morfeo · 17 Lucarelli · 18 Bernardini · 19 Sartor · CT: Maldini                                                                                | 1 Pagliuca · 2 Panucci · 3 Nesta · 4 Cannavaro · 5 Galante · 6 Fresi · 7 Ametrano · 8 Crippa · 9 Branca · 10 Brambilla · 11 Delvecchio · 12 Buffon · 13 Pistone · 14 Tommasi · 15 Pecchia · 16 Morfeo · 17 Lucarelli · 18 Bernardini · 19 Sartor · CT: Maldini | Italia (bandiera) |

### Ciclismo

#### Ciclismo su strada
Maschile
| Atleta               | Evento         | Tempo    | Posizione |
| -------------------- | -------------- | -------- | --------- |
| Fabio Baldato        | Corsa in linea | 4h55'26" | 7º        |
| Michele Bartoli      | Corsa in linea | 4h55'26" | 8º        |
| Francesco Casagrande | Corsa in linea | 4h56'46" | 32º       |
| Francesco Casagrande | Cronometro     | 1h09'18" | 19º       |
| Mario Cipollini      | Corsa in linea | 4h56'52" | 82º       |
| Maurizio Fondriest   | Corsa in linea | 4h56'47" | 37º       |
| Maurizio Fondriest   | Cronometro     | 1h05'01" | 4º        |

Femminile
| Atleta                 | Evento         | Tempo    | Posizione |
| ---------------------- | -------------- | -------- | --------- |
| Roberta Bonanomi       | Corsa in linea | 2h37'06" | 32ª       |
| Alessandra Cappellotto | Corsa in linea | 2h37'06" | 7ª        |
| Imelda Chiappa         | Corsa in linea | 2h36'38" | Argento   |
| Imelda Chiappa         | Cronometro     | 38'47"   | 8ª        |

#### Ciclismo su pista
Maschile
| Atleti                                                          | Evento                 | Qualificazione | Qualificazione | Quarti              | Quarti | Semifinale          | Semifinale | Finale              | Finale |
| Atleti                                                          | Evento                 | Tempo          | Pos.           | Avversari Risultato | Pos.   | Avversari Risultato | Pos.       | Avversari Risultato | Pos.   |
| --------------------------------------------------------------- | ---------------------- | -------------- | -------------- | ------------------- | ------ | ------------------- | ---------- | ------------------- | ------ |
| Adler Capelli Mauro Trentini Andrea Collinelli Cristiano Citton | Inseguimento a squadre | 4'09"695       | 2º Q           | ESP V 4'09"215      | Q      | FRA P 4'08"460      | 4º         | non qualificati     | 4º     |

| Atleti             | Evento                             | Qualificazione | Qualificazione | Quarti                     | Quarti | Semifinale                 | Semifinale | Finale                        | Finale |
| Atleti             | Evento                             | Tempo          | Pos.           | Avversari Risultato        | Pos.   | Avversari Risultato        | Pos.       | Avversari Risultato           | Pos.   |
| ------------------ | ---------------------------------- | -------------- | -------------- | -------------------------- | ------ | -------------------------- | ---------- | ----------------------------- | ------ |
| Andrea Collinelli  | Inseguimento individuale maschile  | 4'19"699       | 1º Q           | Andriy Yatsenko V 4'19"153 | Q      | Bradley McGee V 4'22"775   | Q          | Philippe Ermenault V 4'22"714 | Oro    |
| Antonella Bellutti | Inseguimento individuale femminile | 3'34"130       | 1ª Q           | Kathryn Watt V 3'32"371    | Q      | Yvonne McGregor V 3'34"404 | Q          | Marion Clignet V 3'33"595     | Oro    |

| Atleta            | Evento                  | Punti | Giri | Posizione |
| ----------------- | ----------------------- | ----- | ---- | --------- |
| Silvio Martinello | Corsa a Punti maschile  | 0     | 37   | Oro       |
| Nada Cristofoli   | Corsa a punti femminile | 0     | 6    | 10ª       |

| Atleta            | Evento                  | Tempo    | Posizione |
| ----------------- | ----------------------- | -------- | --------- |
| Gianluca Capitano | Chilometro a cronometro | 1'06"408 | 15º       |

| Atleta            | Evento            | Qualificazione    | Qualificazione | Round 1           | R1        | Round 2          | R2                         | Round 3          | R3               | Quarti               | Semifinale           | Finale / FB          | Finale / FB |
| Atleta            | Evento            | Tempo Velocità    | Pos.           | Avversario Tempo  | Tempo     | Avversario Tempo | Tempo                      | Avversario Tempo | Tempo            | Avversario Risultato | Avversario Risultato | Avversario Risultato | Pos.        |
| ----------------- | ----------------- | ----------------- | -------------- | ----------------- | --------- | ---------------- | -------------------------- | ---------------- | ---------------- | -------------------- | -------------------- | -------------------- | ----------- |
| Roberto Chiappa   | Velocità maschile | 10.473 68.74 km/h | 10º Q          | Escudero V 10.896 | Bye       | Bērziņš P        | Vasilopoulos Clay V 11"378 | Nothstein P      | Pokorny Moreno P | Non qualificato      | Non qualificato      | Non qualificato      | 11º         |
| Gianluca Capitano | Velocità maschile | 10.895 66,08 km/h | 21º Q          | Fiedler P         | Hrbáček P | Non qualificato  | Non qualificato            | Non qualificato  | Non qualificato  | Non qualificato      | Non qualificato      | Non qualificato      | 21º         |

#### Mountain bike
Maschile
| Atleta          | Evento        | Tempo    | Classifica |
| --------------- | ------------- | -------- | ---------- |
| Luca Bramati    | Cross-country | 2h26'05" | 8º         |
| Daniele Pontoni | Cross-country | 2h25'08" | 5º         |

Femminile
| Atleta              | Evento        | Tempo    | Classifica |
| ------------------- | ------------- | -------- | ---------- |
| Paola Pezzo         | Cross-country | 1h50'51" | Oro        |
| Annabella Stropparo | Cross-country | 1h55'56" | 6º         |

### Pallacanestro
Femminile
| Rosa | Classifica |
| --- | ---------- |
| V · D · M Nazionale italiana - Pallacanestro ai Giochi della XXVI Olimpiade - Torneo femminile 4 Zanussi · 5 Bonfiglio · 6 Fullin · 7 Paparazzo · 8 Gardellin · 9 Caselin · 10 Ballabio · 11 Pollini · 12 Rezoagli · 13 Tufano · 14 Arnetoli · 15 Schiesaro · All. Riccardo Sales | 8°         |
| Nazionale italiana - Pallacanestro ai Giochi della XXVI Olimpiade - Torneo femminile |            |
| 4 Zanussi · 5 Bonfiglio · 6 Fullin · 7 Paparazzo · 8 Gardellin · 9 Caselin · 10 Ballabio · 11 Pollini · 12 Rezoagli · 13 Tufano · 14 Arnetoli · 15 Schiesaro · All. Riccardo Sales                                                                                                |            |

### Pallanuoto
| Atleta | Classifica |                   |
| --- | --- | ----------------- |
| V · D · M Nazionale maschile italiana di pallanuoto · Giochi olimpici - Atlanta 1996 1 Attolico · 2 Postiglione · 3 Bovo · 4 Bencivenga · 5 A. Calcaterra · 6 R. Calcaterra · 7 Giustolisi · 8 Angelini · 9 Pomilio · 10 Gerini · 11 Sottani · 12 Silipo · 13 Ghibellini · CT : Ratko Rudić | Bronzo |                   |
| Nazionale maschile italiana di pallanuoto · Giochi olimpici - Atlanta 1996 | |                   |
| 1 Attolico · 2 Postiglione · 3 Bovo · 4 Bencivenga · 5 A. Calcaterra · 6 R. Calcaterra · 7 Giustolisi · 8 Angelini · 9 Pomilio · 10 Gerini · 11 Sottani · 12 Silipo · 13 Ghibellini · CT: Ratko Rudić                                                                                       | 1 Attolico · 2 Postiglione · 3 Bovo · 4 Bencivenga · 5 A. Calcaterra · 6 R. Calcaterra · 7 Giustolisi · 8 Angelini · 9 Pomilio · 10 Gerini · 11 Sottani · 12 Silipo · 13 Ghibellini · CT: Ratko Rudić | Italia (bandiera) |